# Dirk Backen

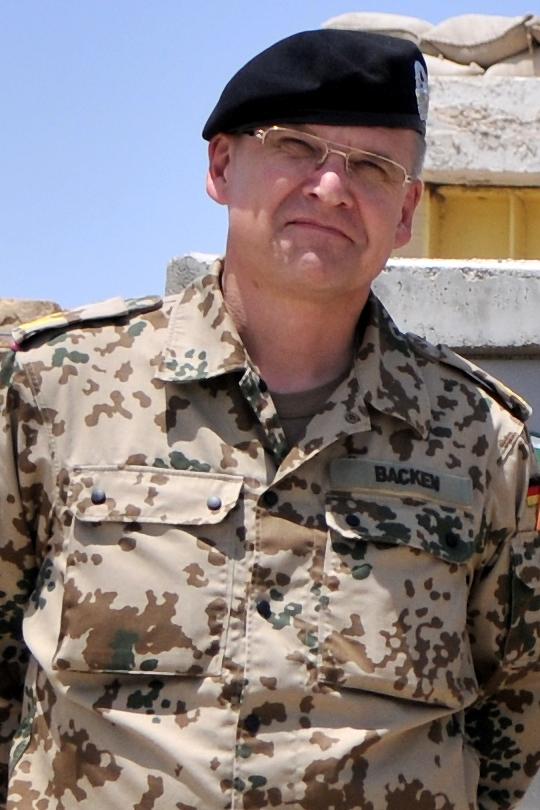
Dirk Backen

Dirk Backen (* 27. März 1960 in Satrup) ist ein Brigadegeneral des Heeres der Bundeswehr a. D. Backen war in letzter Verwendung an der Führungsakademie der Bundeswehr in Hamburg eingesetzt.

## Militärische Laufbahn

### Ausbildung, Studium und erste Verwendungen
Backen trat 1978 bei der Ausbildungskompanie 9/6 in Bad Segeberg in den Dienst der Bundeswehr. Von 1978 bis 1980 durchlief er die Ausbildung zum Reserveoffizieranwärter beim Panzerbataillon 184 in Neumünster. Im Anschluss daran nahm er 1980 ein Studium der Wirtschafts- und Organisationswissenschaften an der Universität der Bundeswehr Hamburg auf und schloss dies 1983 als Diplom-Kaufmann ab.
Nach dem Studium war Backen von 1983 bis 1988 beim Panzerbataillon 183 in Boostedt als Zugführer und Nachrichtenoffizier (S2) eingesetzt. Von 1988 bis 1991 diente Backen als Kompaniechef im Panzerbataillon 74 in Altenwalde. 1991 folgte eine einjährige Verwendung als Ausbildungs- und Operationsoffizier (S3) im Stab der Heimatschutzbrigade 51 in Eutin.

### Dienst als Stabsoffizier
Von 1992 bis 1994 absolvierte Backen den Generalstabslehrgang an der Führungsakademie der Bundeswehr in Hamburg und wurde mit Lehrgangsbeginn zum Major befördert. Von 1994 bis 1996 diente er als Stabsoffizier beim Stabsabteilungsleiter Militärisches Nachrichtenwesen im Führungsstab der Streitkräfte (FüS II) im Bundesministerium der Verteidigung in Bonn. Es folgte eine Auslandsverwendung im Europa-Hauptquartier (SHAPE) der NATO im belgischen Mons. Hier war Backen von 1996 bis 1998 als Stabsoffizier Übungen (G3) im Allied Command Europe Reaction Force Planning Staff (ARFPS), später Combined Joint Planning Staff (CJPS) eingesetzt.
Zurück in Deutschland übernahm Backen in Hildesheim von 1998 bis 1999 den Posten des Abteilungsleiters Operationen (G3) und war zugleich Chef des Stabes der Panzergrenadierbrigade 1. Nach diesen Stabsverwendungen übernahm er von 1999 bis 2001 mit dem Panzerbataillon 74 in Altenwalde ein Truppenkommando. In dieser Verwendung war er von Dezember 1999 bis Juni 2000 Chef des Stabes des deutschen SFOR-Kontingents im Auslandseinsatz in Bosnien und Herzegowina. 
Von 2001 bis 2003 diente Backen als Dozent für Truppenführung und war zudem Tutor für den nationalen Generalstabslehrgang (LGAN) an der Führungsakademie in Hamburg. Anschließend wurde er nach Berlin versetzt und war dort von 2003 bis 2004 als Referent im Planungsstab des Bundesministeriums der Verteidigung unter der Leitung von Franz H. U. Borkenhagen eingesetzt. Backen blieb im Ministerium und diente von 2004 bis 2006 als Adjutant des Generalinspekteurs der Bundeswehr, General Wolfgang Schneiderhan. 2006 nahm Backen am Kernseminar der Bundesakademie für Sicherheitspolitik in Berlin-Pankow teil. Von 2006 bis 2009 war Backen Chef des Stabes der 1. Panzerdivision in Hannover unter dem Kommando von  Wolf-Dieter Langheld und Markus Kneip. 

### Dienst als General
Im März 2009 übernahm er von Jürgen Weigt das Kommando über die Panzerbrigade 21 in Augustdorf. Mit Wirkung vom 1. Oktober 2009 wurde er zum Brigadegeneral ernannt. Von Februar bis Juli 2011 war Backen im Einsatz in Afghanistan. Nachdem der Regionalkommandeur Nord Markus Kneip am 28. Mai 2011 bei einem Sprengstoffanschlag im Gouverneurssitz der nordafghanischen Provinz Takhar in Taloqan verwundet wurde und zur weiteren Behandlung nach Deutschland ausgeflogen werden musste, übernahm Backen im Rahmen der etablierten Vertretungsregelung während dessen Abwesenheit und Genesung bis zum 29. Juli 2011 das Kommando. Sein Einsatz endete im August 2011.
Von September 2012 bis August 2016 übernahm Backen das Amt des Verteidigungsattachés an der Botschaft der Bundesrepublik Deutschland in Washington DC in den Vereinigten Staaten von Amerika. Seit 1. September 2016 war er an der Führungsakademie der Bundeswehr in Hamburg eingesetzt. Zum August 2017 wurde Backen in den Ruhestand versetzt.

### Außer Dienst
Im September 2019 nahm Backen eine Tätigkeit in der Bundesgeschäftsstelle des Volksbunds Deutsche Kriegsgräberfürsorge in Kassel auf. Seit 1. Mai 2021 ist er Generalsekretär des Volksbundes als Nachfolger von Daniela Schily.

## Privates
Backen ist verheiratet und hat fünf Kinder.  

## Auszeichnungen
- 1994: Ehrenmedaille General von Clausewitz